# Seamus Blackley
Seamus Blackley (de son vrai nom Jonathan Blackley) est un scientifique et concepteur américain de jeux vidéo né en 1968. Il est principalement connu pour avoir participé à la conception de la première console Xbox.

## Biographie
Seamus Blackley est originaire de Santa Fe (Nouveau-Mexique). Il entame des études d'électrotechnique à l'université Tufts, puis se réoriente vers la physique. En deuxième année, il publie son premier article dans le Journal of Magnetic Resonance, puis il obtient son diplôme en 1990. Après ses études universitaires, il étudie la physique des particules au Fermilab, jusqu'à l'abandon du projet d'accélérateur de particules Superconducting Super Collider (parfois surnommé Desertron) en 1993.
Blackley part alors travailler chez Blue Sky Productions, qui deviendra par la suite Looking Glass Studios. Il travaille sur les jeux Ultima Underworld et System Shock, et conçoit la gestion de la physique de Flight Unlimited.
En 1995, une fois le développement de Flight Unlimited terminé, Seamus Blackley envisage d'utiliser le code de mécanique des fluides numérique du jeu pour créer un simulateur de combat aérien appelé Flight Combat. Toutefois, lorsqu'un nouveau patron demande à Blackley de concevoir une suite directe à Flight Unlimited et d'abandonner Flight Combat, Blackley refuse et est licencié de la société, qu'il quitte à la fin de l'année 1995.
Blackley travaille ensuite pour DreamWorks Interactive en tant que producteur délégué de Jurassic Park: Trespasser, une suite en jeu vidéo du film Le Monde Perdu. Le jeu doit sortir en 1997 à une date bien précise, dans le cadre d'un accord budgétaire passé entre DreamWorks et un fabricant de puces électroniques, mais le jeu n'est pas terminé à l'échéance prévue, et perd la majeure partie de son budget. Trespasser sort finalement en 1998, mais s'avère être un échec retentissant, dont Blackley assumera l'entière responsabilité. 
Lors d'une présentation de Trespasser, Blackley rencontre Bill Gates, alors CEO de Microsoft. Ce dernier, impressionné par les exploits techniques de Trespasser, aide Blackley à décrocher un poste chez Microsoft en février 1999, en tant que Program Manager for Entertainment Graphics, assigné dans un premier temps au développement de DirectX. Dans le courant de l'année 1999, Sony annonce la PlayStation 2, qui est présentée comme une plate-forme tout-en-un pour le salon, capable de supplanter Windows, notamment en proposant un système d'exploitation Linux et la possibilité d'accéder à ses courriers électroniques. Selon Blackley, cette annonce est vue comme une menace au sein de Microsoft, qui est préoccupé par la riposte à apporter. Blackley a déjà identifié qu'une partie du problème de Microsoft pour les jeux vient de la multitude de configurations d'ordinateurs possibles qu'ils doivent gérer. Blackley a ensuite l'idée que Microsoft réalise sa propre console de jeux, avec un matériel informatique standardisé. Cela aboutit à la proposition de la première Xbox, qui est d'abord refusée, puis acceptée par Bill Gates,.
Après avoir développé la Xbox, Seamus Blackley quitte Microsoft en 2002 pour co-fonder Capital Entertainment Group avec Kevin Bachus, un ex-collègue de chez Microsoft. 
De 2003 à 2011, Blackley représente les développeurs de jeux vidéo à la Creative Artists Agency.
En 2007, Blackley reçoit le P.T. Barnum Award de l'université Tufts pour son travail exceptionnel dans les domaines des médias et du divertissement.
En février 2012, Blackley fonde Innovative Leisure avec Van Burnham. 
En 2017, Blackley occupe un poste dans la production d'hologrammes au sein de la startup Daqri.